# Kasyno

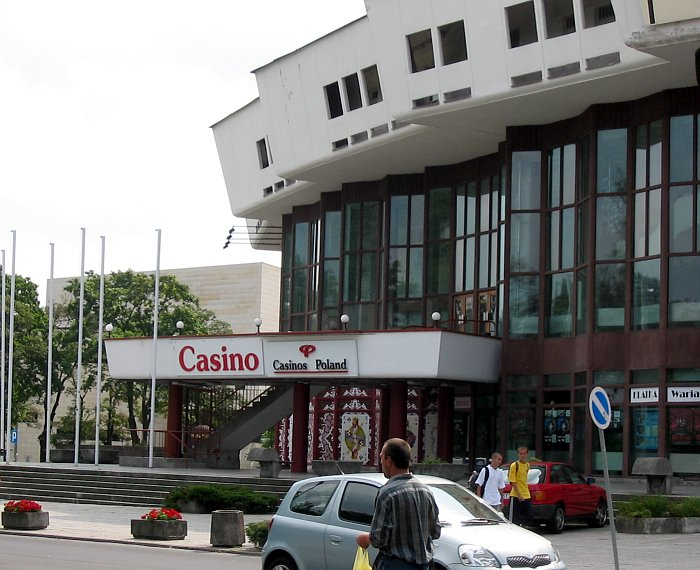
Kasyno w Gdyni

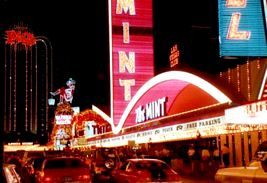
Kasyna w Las Vegas

Kasyno – lokal rozrywkowy przeznaczony do uprawiania gier hazardowych. Często zbudowany obok albo będący częścią hoteli, restauracji, statków wycieczkowych i innych atrakcji turystycznych. Zwykle gra odbywa się na specjalne żetony, które grający powinien zakupić przy wejściu. Ewentualna wygrana również jest w żetonach, które przy wyjściu obsługa kasyna wymienia na pieniądze.
Największe kasyna znajdują się w Makau, Monte Carlo, Las Vegas oraz Atlantic City. Niektóre kasyna pełnią również funkcje lokali towarzyskich, np. wstęp może być wyłącznie w strojach wieczorowych. Do najpopularniejszych gier należą: ruletka, poker, bakarat, blackjack, w Stanach Zjednoczonych również craps.

## Polska ustawa o grach hazardowych
Marek Czarkowski pisał, że „Jedną z najczęściej nowelizowanych przez Sejm ustaw jest ta dotycząca gier i zakładów wzajemnych”. Ustawa z dnia 12 czerwca 2015 r. o zmianie ustawy o grach hazardowych wprowadziła zmiany dotyczące prowadzenia działalności w zakresie gier hazardowych. Kasyna gry mogą być zlokalizowane w miejscowościach liczących do 250 tys. mieszkańców – 1 kasyno. Na każde kolejne 250 tys. mieszkańców zwiększa się liczbę dozwolonych kasyn o jedno. Łączna liczba kasyn gry w województwie nie może być jednak wyższa niż 1 kasyno na każde pełne 650 tys. mieszkańców województwa. Liczbę mieszkańców ustala Prezes Głównego Urzędu Statystycznego jako liczbę ludności faktycznie zamieszkałej na obszarze danej miejscowości oraz województwa, według stanu na dzień 31 grudnia roku poprzedzającego rok, w którym prowadzący gry złożył wniosek o udzielenie koncesji na prowadzenie kasyna lub zezwolenia na prowadzenie salonu gry bingo.
W przypadku gdy wygasa koncesja na prowadzenie kasyna gry, informacja o mającym nastąpić jej wygaśnięciu jest publikowana nie później niż 9 miesięcy przed dniem jej wygaśnięcia na stronie internetowej Ministerstwa Finansów, wraz z informacją o wolnych lokalizacjach w miejscowości oraz województwie. Jeżeli z informacji wynika, że w chwili wygaśnięcia koncesji brakować będzie innych wolnych lokalizacji, wniosek o udzielenie koncesji składa się w terminie 3 miesięcy od opublikowania informacji na stronie MF.
W przypadku złożenia wniosku o udzielenie koncesji, której wydanie podlega ograniczeniom ilościowym, Minister Finansów ogłasza na stronie internetowej Ministerstwa Finansów informację o złożeniu wniosku, wraz ze wskazaniem nazwy podmiotu, przedmiotu wniosku oraz miejscowości, której wniosek dotyczy. Jeżeli o koncesję, której wydanie podlega ograniczeniom ilościowym, ubiega się więcej niż jeden podmiot spełniający warunki określone w ustawie, Minister Finansów ogłasza i przeprowadza przetarg.

## Kasyna w Polsce
Pierwsze kasyno na terytorium Polski powstało w 1920 roku w Sopocie w Grand Hotelu (w tym czasie Sopot należał do Wolnego Miasta Gdańska). Funkcjonuje ono do dziś. Oprócz niego można zagrać w 40 innych legalnych kasynach zlokalizowanych w Polsce.
Największym kasynem jest Casinos Poland Warszawa w hotelu Marriott w Warszawie, które posiada najwięcej stołów do gry w ruletkę, blackjacka i pokera.